# The Arkansas Gazette
The Arkansas Gazette (Арканзасская газета) — старейшая общественно-политическая ежедневная газета штата Арканзас (США). Первая газета Арканзаса. В течение многих лет была ведущей газетой Литл-Рока и штата .

## История
Издавалась с ноября 1819 по  18 октября 1991 года. Arkansas Gazette была основана Уильямом Э. Вудраффом за семнадцать лет до того, как Арканзас стал штатом. С 1821 года издавалась в Литл-Роке, после того, как туда была перенесена столица штата.
На протяжении ряда лет газета покупалась и перепродавалась много раз. Во время Гражданской войны в США газета была закрыта с сентября 1863 по май 1865 года. После окончания войны стала первой газетой, имевшей телеграфную связь, с помощью которой начала получать новости из таких мест, как Новый Орлеан, Луизиана, Мемфис и Сент-Луис, штат Миссури.
В 1958 г. «Арканзасская газета» была награждена Пулитцеровской премией за служение обществу.